# マーティン・アトリー (第2代アトリー伯爵)
第2代アトリー伯爵マーティン・リチャード・アトリー（英語: Martin Richard Attlee, 2nd Earl Attlee、1927年8月10日 - 1991年7月27日）は、イギリスの貴族、政治家。英国首相を務めた初代アトリー伯爵クレメント・アトリーの息子。

## 生涯
政治家クレメント・アトリーとその妻ヴァイオレット・ミラー夫人との一人息子として生まれた。父の手配の結果、教育者ジャック・マイヤーが設立したミルフィールド校(Millfield School)に入学した。1945年から1950年にかけてイギリス海軍商船隊で勤務した。1967年に父の死に伴い爵位を継承、貴族院における議席を得た。以降は15年間にわたって労働党議員として活動したのち、1982年に社会民主党に入党、鞍替えしている。その社会民主党は1988年にかつての二大政党の一角自由党と合流したが、アトリーはこれを良しとせず反対派議員デイヴィッド・オーウェンらの主導する新生「社会民主党」に加わった。この際に、彼は「（私の行動を指して）父が草葉の陰で泣いているという人もいる。仮にもしそうだとしても、それは労働党という名の今見える光景のせいであろう。」との言葉を残している。
1991年に63歳で脳卒中のため死去した。爵位は息子のジョンが継承した。

## 家族
1955年2月16日にアン・バーバラ・ヘンダーソン（Anne Barbara Henderson、1931年生 -  2018年5月31日没）と結婚して、一男一女をもうけた。
- （長男）ジョン（英語版）（1956年10月3日 - ）- 第3代アトリー伯爵。
- （長女）ジェーン・エリザベス（1959年3月29日 - ）

1988年にマーガレット・グーリエット（Margaret Gouriet、BBC所属の研究者ジョフリー・グーリエットの娘）と再婚したが、夫妻に子はなかった。

### 註釈
1. ↑  マーティンは文字の読み書きに困難を伴うディスレクシアに苦しんでいたという。
2. ↑  ただし、同党は党勢が振るわず1990年には解党となった。